# Michal Frydrych
Michal Frydrych (* 27. února 1990 Hustopeče nad Bečvou) je český profesionální fotbalista, který hraje na pozici středního obránce za český klub FC Baník Ostrava. Je bývalým českým mládežnickým reprezentantem.

## Klubová kariéra
Svoji fotbalovou kariéru začal v Sokolu Hustopeče nad Bečvou, odkud v průběhu mládeže přestoupil nejprve do SK Hranice, a poté do FC Baník Ostrava. V roce 2010 se propracoval do A-týmu. V září 2015 přestoupil za 5 miliónů korun do SK Slavia Praha, opačným směrem zamířili na půlroční hostování obránce Martin Dostál a útočník Marek Červenka. Zájem o fotbalistu měly také kluby FK Baumit Jablonec a AC Sparta Praha.
V letech 2017, 2019 a 2020 získal se Slavií titul mistra nejvyšší české soutěže. Následující sezónu přestoupil do polsého týmu Wisla Krakov , kde sice podepsal tříletou smlouvu, ale po dvou letech se vrátil zpět do Česka, konkrétně do Baníku Ostrava, kam se vracel po sedmi letech.. Zde se rychle stal jednou z opor týmu, dokud nedostal disciplinární trest na deset zápasů za zákrok, při kterém zlomil nohu Janu Klimentovi. 

## Reprezentační kariéra
Frydrych odehrál v roce 2012 čtyři zápasy za český reprezentační výběr U21.